# Julià Fuchs i Liègme
Julià Fuchs i Liègme (Lauterbrunnen, Suïssa, 26 de novembre del 1873 – Monistrol de Montserrat, 26 de maig de 1925) enginyer del Cremallera de Montserrat impulsor del projecte de subministrament d'aigua a Monistrol de Montserrat.

## Biografia
Va arribar a Monistrol de Montserrat l'any 1898 procedent de la localitat suïssa de Lauterbrunnen, del cantó de Berna, on havia nascut el 26 de novembre de 1873. Jove, protestant, educat al Polytechnikum de Zuric, Julià Fuchs i Liègme arribà a Monistrol de Montserrat com a enginyer contractat per l'empresa catalana, Societat Espanyola de Ferrocarrils de Muntanya de Grans Pendents, que aleshores regia els destins de la línia del Cremallera de Montserrat inaugurada el 6 d'octubre de 1892.
El Monistrol de Montserrat que trobà Julià Fuchs bullia de tensions entre liberals i catòlics, republicans i monàrquics, fabricants i treballadors. Era un poble tensionat també per la religió on hi havia radicat una influent i organitzada comunitat evangèlica.
Fuchs s'integrà ràpidament a la societat catalana i local, es casà amb Maria de les Neus Claparols (amb qui tingué dos fills, Juli i Pere) i s'establí en la torre propietat de la companyia que ell mateix va fer edificar als Bacus. Fuchs pertanyia, és clar, a la classe amb possibilitats. El seu, càrrec, però, no depenia de la voluntat dels cacics locals i això i el fet de ser un estranger instruït el posava per sobre les trifulques del poble. "Don Julián" com l'anomenava familiarment la gent del Cremallera de Montserrat, amb una visió pràctica de la situació no rebutjà l'amistat de l'altre monistrolenc arribat de fora: mossèn Joaquim Cañís, ans al contrari. Tot i ser de confessió protestant, Fuchs col·laborà amb el rector en l'establiment dels germans de La Salle. L'escola s'inaugurava l'1 de setembre de 1910. Aquesta amistat amb el bel·licós sacerdot portà al seu bateig com a catòlic l'any 1913 dos anys abans que el rector marxés cap a la parròquia del Carme de Barcelona.
L'any 1915, Julià Fuchs presentà el projecte per a la construcció de la xarxa de subministrament públic d'aigua. Aquest projecte no es va poder executar fins alguns anys després. Es va inaugurar el 25 de març de 1927 o 1928, dos o tres anys després de la seva mort. Va ser arran d'aquesta inauguració que el carrer de Viserta va ser rebatejat amb el nom de Julià Fuchs i es va inaugurar el bust que ara presideix la cruïlla dels carrers Manresa, Julià Fuchs i Puig i que va estar molts anys a l'estació del Cremallera de Montserrat al mig d'un jardinet que en els darrers temps, abans que fos rescatat de l'oblit ciutadà i institucional, era un garbuix de males herbes.
La trajectòria professional de Julià Fuchs va repercutir en la vida dels monistrolencs. L'any 1903 arriba a Monistrol de Montserrat l'invent del telèfon per connectar les estacions de la línia entre elles i el 1915 la companyia ferroviària establia un economat laboral a l'estació de Monistrol-Vila on podien anar a comprar amb uns preus avantatjosos els treballadors de l'empresa.
Les obres d'ampliació de la línia i de millora del servei van portar nous llocs de treball per a la gent del poble: el 1905 es feia la perllongació de la línia fins a l'estació de Monistrol-Nord; el 1913 quedaven enllestides les obres de l'estació del Nord que havia de donar servei a les dues línies ferroviàries.
L'any 1918, Julià Fuchs era nomenat fill adoptiu de Monistrol de Montserrat. La societat monistrolenca li reconeixia en vida els serveis prestats i la dedicació a la comunitat que l'havia acollit vint anys abans. Fuchs va estar de sort en això, altres monistrolencs també il·lustres encara esperen aquest reconeixement i el rescat de l'oblit.